# مرسيدس بنز أيه أم جي ون
مرسيدس- أيه أم جي وان (R50 ، منمقة كـ ONE ) هي سيارة رياضية هجينة قادمة ذات إنتاج محدود من إنتاج شركة مرسيدس أيه أم جي ، وتتميز بتكنولوجيا مستمدة من الفورميلا وان. تم كشف النقاب عنها في معرض ألمانيا الدولي للسيارات 2017 من قبل سائق الفورمولا 1 السير لويس هاميلتون ورئيس مرسيدس بنز ديتر زيتشه . ومن المقرر أن يبلغ إنتاج السيارة 275 وحدة بسعر 2.72 مليون دولار لكل وحدة ، وقد تم بيعها كلها بالفعل. تلقت رسيدس أيه أم جي طلبات بقيمة أربعة أضعاف كمية الإنتاج ، لكنها ذكرت أنه لن يتم زيادة الإنتاج من 275 وحدة مخطط لها ، من أجل الحفاظ على خصوصية السيارة.
حاليًا ، السيارة تعتبر إبتكارية ، لأنها لم تتطلق بعد.

## تطوير
كشفت أيه أم جي عن النسخة الإبتكارية لـ وان ، المسماة مشروع وان ، بمواصفات متطابقة تقريبًا مع إصدار الإنتاج. سيتم تقييم إنتاج وان بناءً على أدائها ومتانتها وقدرتها في ساحات اختبار مرسيدس-بنز وفي حلبات السباق. صرح رئيس مرسيدس-أيه أم جي ، توبياس مويرس أنه عندما «يحين الوقت» ، سيقوم سائق فريق مرسيدس-أيه أم جي بيتروناس فورميلا وان والبطل سبع مرات لويس هاميلتون ، الذي عمل على تطوير السيارة باختبار النماذج الأولية.

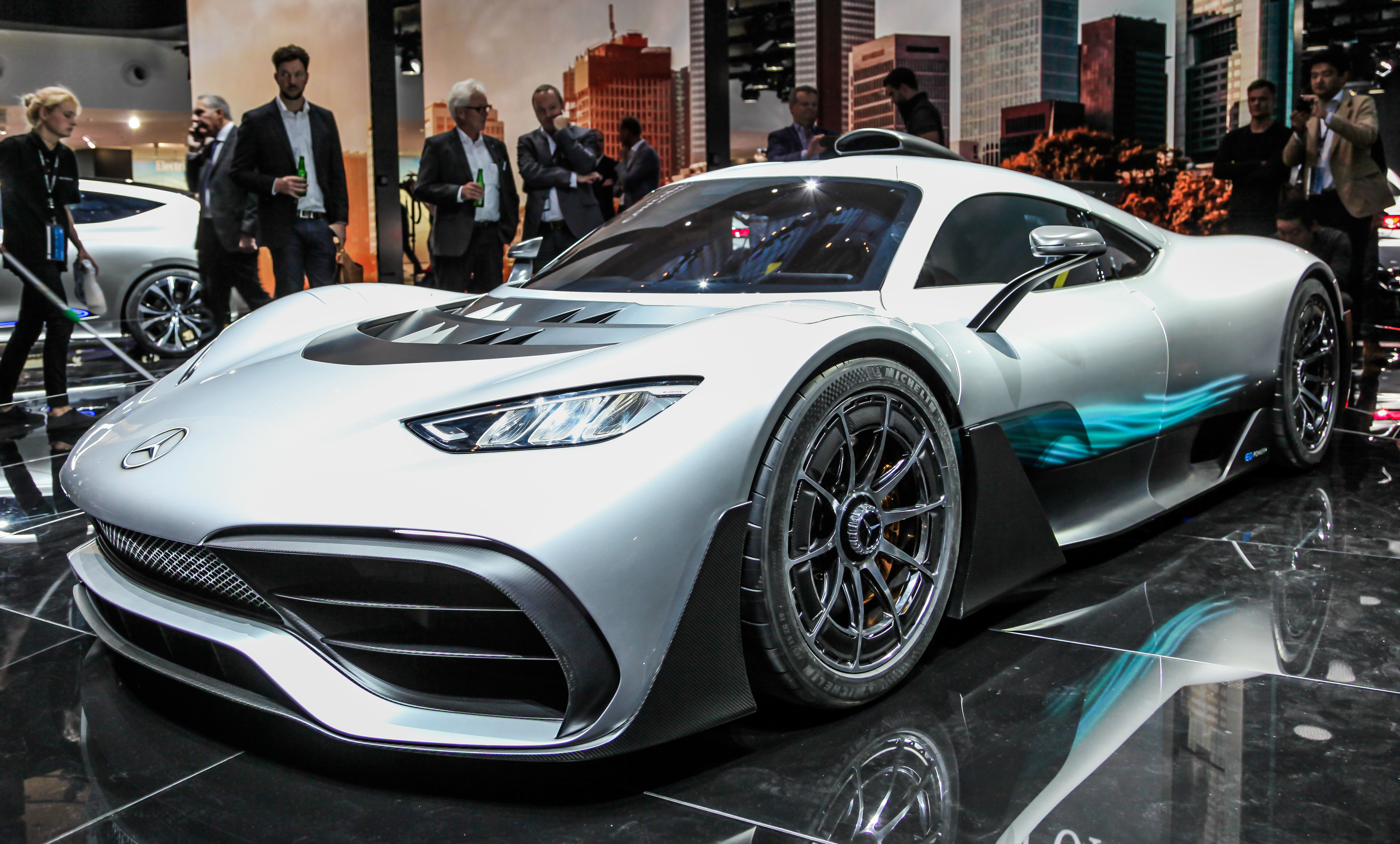
مشروع مرسيدس-أيه أم جي الأول

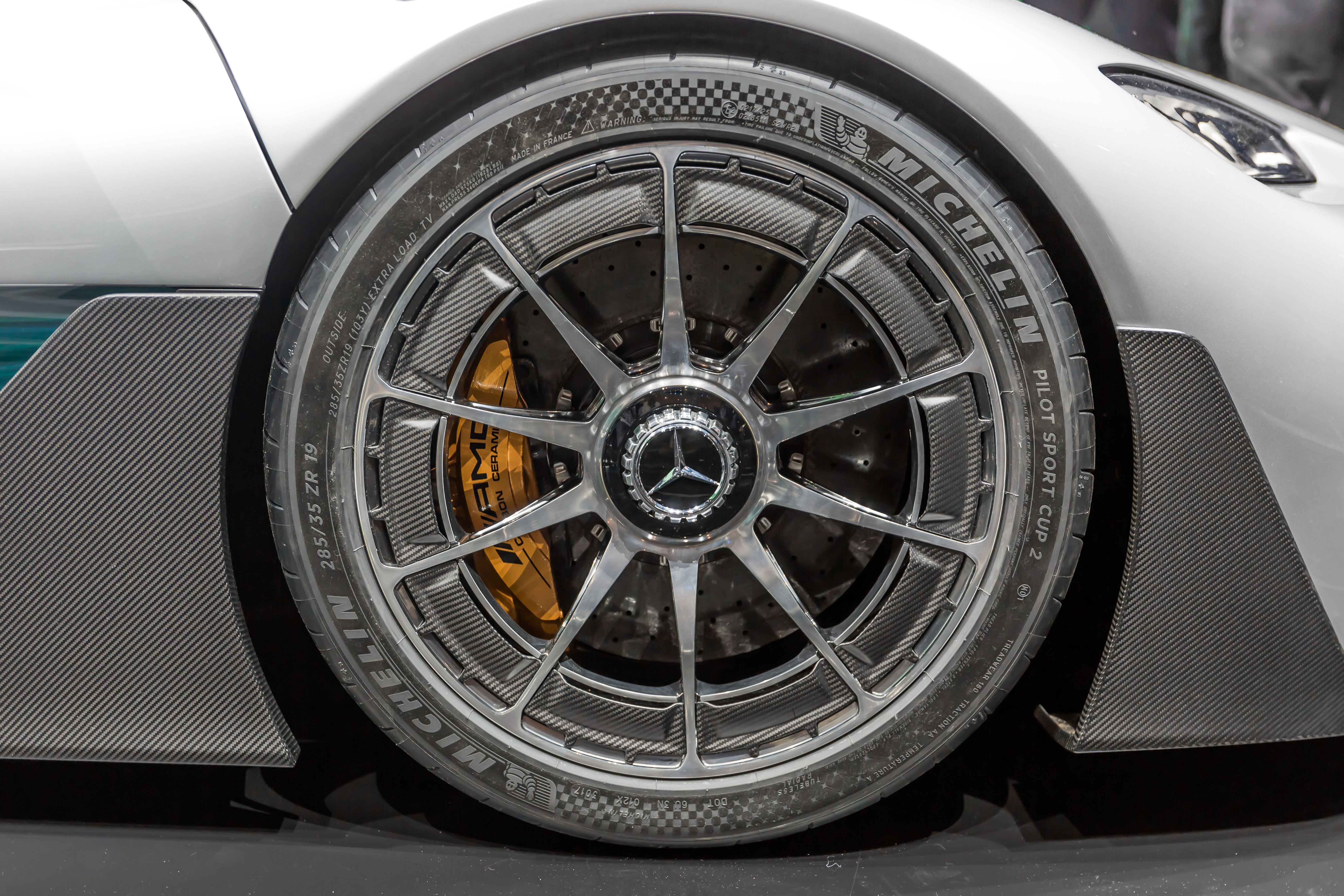
مشروع عجلة واحدة

## تحديد

### مجموعة نقل الحركة
من المتوقع أن يتم تصنيف مجموعة نقل الحركة في مرسيدس-أيه أم ي وان عند 475–775 كيلوواط (646–1,054 PS؛ 637–1,039 حصان) خلال مجموعة دفع هجينة تشترك في العديد من الميزات مع سيارات فورميلا وان الحديثة. تحتوي السيارة على خمسة محركات بوظائف مختلفة على متنها: محرك احتراق داخلي (ICE) وأربعة محركات كهربائية .

#### محرك الاحتراق الداخلي

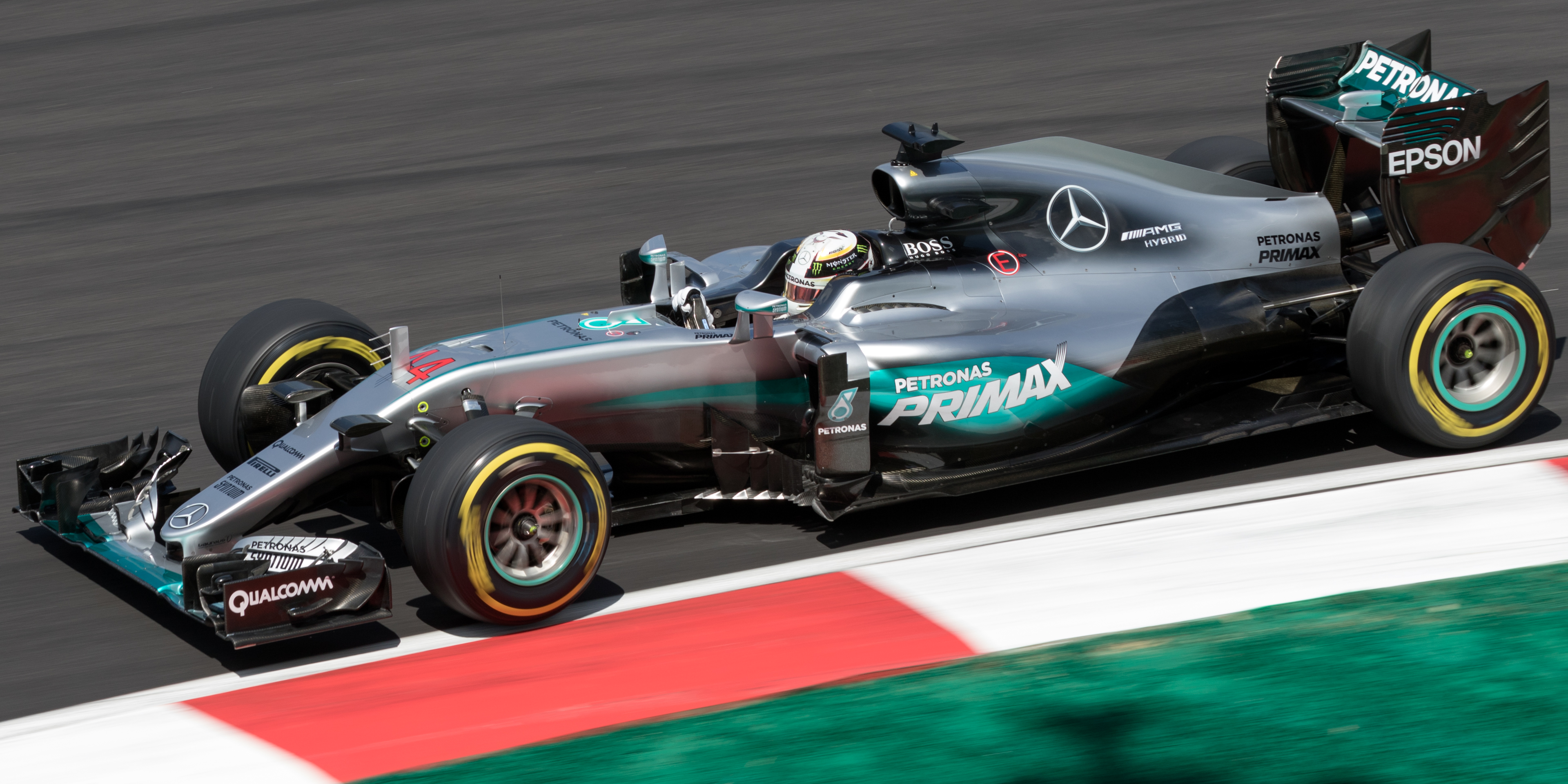
سيارة مرسيدس- أيه أم جي أف1 دابليو07 الهجينة (يقودها لويس هاميلتون في عام 2016). سيارة يعتمد عليها محرك وتصميم السيارة وان (ONE)

ستستخدم مرسيدس-أيه أم ي وان محرك V6 سعة 1.6 لتر مزود بشاحن توربيني بزاوية 90 درجة من سيارة مرسيدس-أيه أم جي أف1 دابليو07 فوريلا وان ، وفقًا لما أكده عضو مجلس إدارة مرسيدس-أيه أم جي أولا كالينيوس . سيتم إجراء تعديلات على المحرك بسبب عدم شرعية المحرك عند الخمول عدد الدورات في الدقيقة والخط الأحمر . صرح رئيس مرسيدس-أيه أم جي ، توبياس مويرس ، أن المحرك سيكون عند 1،280 دورة في الدقيقة عند الخمول ، وعند 11000 دورة في الدقيقة عندما يكون في حدود الخط الأحمر. ومع ذلك ، فإن المحرك سوف يستمر فقط لـ 50,000 كيلومتر (31,000 ميل) وسيتعين على المالكين إعادة سياراتهم لتجديد المحرك. ينتج محرك أي سي أ (ICE) 558 كيلوواط (759 PS؛ 748 حصان) ، أما أرقام عزم الدوران لا تزال مجهولة.

#### المحركات كهربائية
يعمل محرك الاحتراق الداخلي مع أربعة محركات كهربائية: 120 كيلوواط (163 PS؛ 161 حصان) وحدة مولد المحرك - الحركية (MGU-K) مقترنة بالعمود المرفقي ، 90 كيلوواط (122 PS؛ 121 حصان) وحدة المولدات الحرارية (MGU-H) مقترنة بالشاحن التوربيني ، واثنان 120 كيلوواط (163 PS؛ 161 حصان) محركات كهربائية في المحور الأمامي. أم جي يو-كي (MGU-K) و أم جي يو-أتش (MGU-H) هي محركات من طراز فورميلا وان المسؤولة عن استعادة الطاقة وتحسين الكفاءة أثناء تشغيل السيارة. وبشكل أكثر تحديدًا ، تعمل أم جي يو-كي (MGU-K)على توليد الكهرباء أثناء الكبح ، بينما تعمل أم جي يو-أتش (MGU-H) على التخلص من تأخر الشاحن التوربيني وتحسين استجابة الخانق من خلال الحفاظ على دوران التوربين بسرعات عالية. يقود المحركان الكهربائيان الأخيران العجلات الأمامية للسماح بدفع رباعي، وستساهم هذه المحركات الكهربائية الأربعة مجتمعة بـ 450 كيلوواط (612 PS؛ 603 حصان) القوة الفعالة إلى إجمالي خرج الطاقة الخاص بـ وان.

### ناقل الحركة
سيكون ناقل الحركة عبارة عن متغير ناقل حركة يدوي أوتوماتيكي ذي 8 سرعات بقابض واحد (مشابه لنوع ناقل الحركة المستخدم في سيارات الفورمولا 1 الحديثة) ، وسيوفر الجزء الأكبر من قوة المحرك وعزم الدوران إلى العجلات الخلفية. كان استخدام القابض الأحادي فوق ناقل حركة مزدوج القابض بسبب رغبة مهندسي أيه أم جي في الحفاظ على خفة السيارة وبسبب مخاوف بشأن قدرة القابض المزدوج على التعامل مع محرك V6 ICE عالي التسارع.

### عجلات
زودت وان بعجلات مصنوعة من سبائك الألمنيوم وألياف الكربون بأقطار 19 بوصة في الأمام و 20 بوصة في الخلف مع صواميل للعجلة ذات قفل مركزي. الإطارات من ميشلان Pilot Sport Cup 2s ترميز الإطارات 285/35 زاد آر 19 للجزء الأمامي و 335/30 زاد آر 20 للجزء الخلفي. الفرامل عبارة عن أقراص مهواة من الكربون والسيراميك.

### الميزات الداخلية

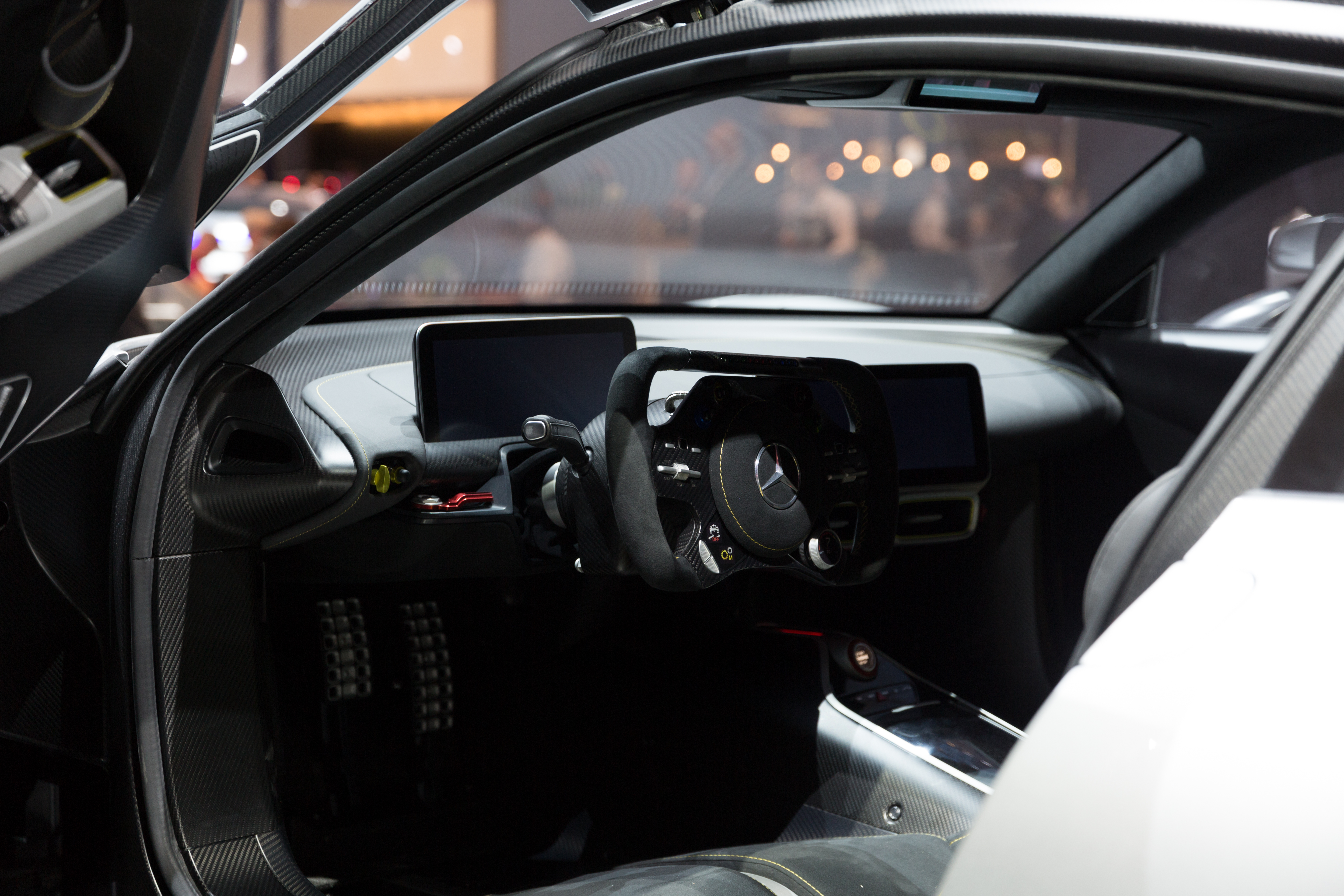
الداخلية

تتميز المقصورة الداخلية في الغالب بالحد الأدنى وتركز على السائق ، وتواصل موضوع الفورمولا واحد في ران. يتضمن ذلك عجلة قيادة ودواسات من طراز فورميلا وان وشاشة معلومات وترفيه مركزية موجهة للسائق. هناك بعض الميزات التقليدية الفاخرة في الداخل ، ولا سيما جلد نابا والخياطة اليدوية على مقاعد الدلو .

### الميزات الخارجية

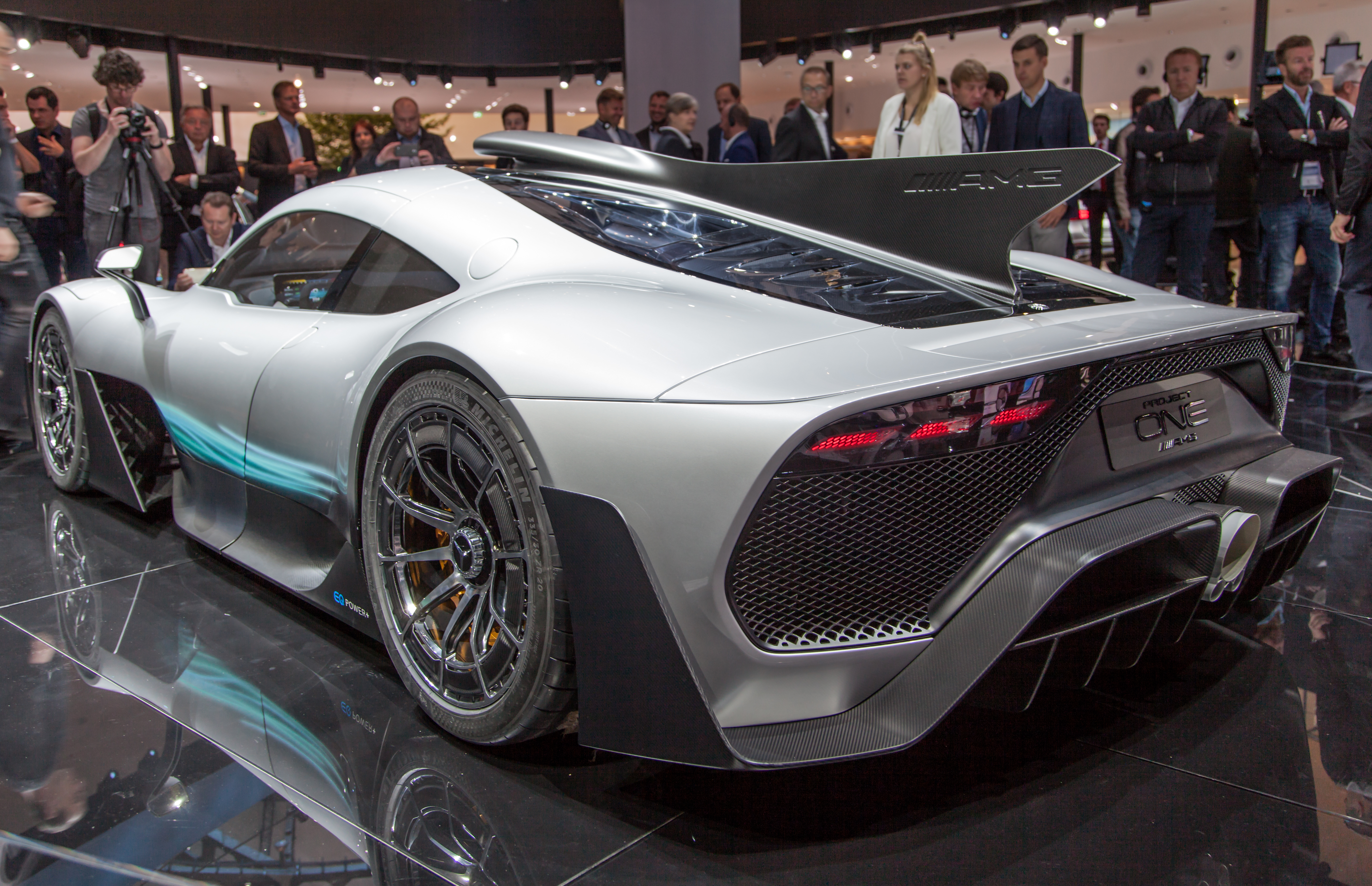
رؤية خلفية

تم تصميم الجزء الخارجي من السيارة بشكل أساسي للديناميكا الهوائية ، على الرغم من أنه لا يزال يحتفظ بمظهر يذكرنا بسيارة قانونية على الطريق. تشمل الميزات الديناميكية الهوائية البارزة مداخل الهواء الأمامية الكبيرة ، ومدخل الهواء المثبت على السقف والزعنفة الهوائية الكبيرة التي تمتد إلى أسفل النصف الخلفي من السيارة.

### الهيكل
سيتم تصنيع الجسم بالكامل من ألياف الكربون بما يتماشى مع نظيره في الفورميلا وان ، مما ينتج عنه وزن نهائي يبلغ حوالي 1,200–1,300 كيلوغرام (2,646–2,866 رطل) .

## أداء
- السرعة القصوى: > 350 كم/س (217 ميل/س)
- 100 كم/س (62 ميل/س) : <2.2 ثانية
- 0- 200 كم/س (124 ميل/س) : <6.0 ثانية
- 0 - 300 كم/س (186 ميل/س) : <11.0 ثانية

## ملاحظة
- ح أ (حصان أوروبي Ps) 1ح أ = 0.9862 حصان

## روابط خارجية
- الموقع الرسمي نسخة محفوظة 11 نوفمبر 2020 على موقع واي باك مشين.